# 프로암
프로암(pro-am, professional–amateur)은 프로페셔널 선수와 아마추어 선수가 같이 경쟁하는 대회 혹은 프로페셔널 선수와 아마추어 선수가 같이 활동하는 팀이나 이러한 팀이 참가하는 대회 등을 의미한다.

## 같이 보기
- 프로페셔널 스포츠
- 세미 프로페셔널 스포츠
- 아마추어 스포츠